# Hanusowszczyzna
Hanusowszczyzna (biał. Ганусаўшчына) – wieś na Białorusi położona w rejonie nieświeskim, w obwodzie mińskim.

## Historia
Pod zaborami i w II Rzeczypospolitej folwark. W XIX i w początkach XX w. położona była w Rosji, w guberni mińskiej, w powiecie słuckim. Należała m.in. do ordynacji nieświeskiej Radziwiłłów.
W dwudziestoleciu międzywojennym leżała w Polsce, w województwie nowogródzkim, w powiecie nieświeskim, w gminie Howiezna. W 1921 miejscowość liczyła 57 mieszkańców, zamieszkałych w 2 budynkach, wyłącznie Polaków. 30 mieszkańców było wyznania rzymskokatolickiego, 23 prawosławnego i 4 mojżeszowego.
W latach międzywojennych, w miejscowości znajdował się Rolniczy Zakład Doświadczalny. 10 lutego 1929 roku w Hanusowszczyźnie zanotowano temperaturę –43,0 °C, lecz temperatura ta nie jest dziś uznawana za jeden z rekordów klimatycznych Polski.
Po II wojnie światowej w granicach Związku Sowieckiego. W 1964 zmieniono nazwę wsi na obecną. Od 1991 w niepodległej Białorusi.

## Ludzie związani z miejscowością
W miejscowości żył Ignacy Ceyzik, który dzierżawił tu majątek, a od 1811 roku zajmował się także podrabianiem pieniędzy. Sprawcę schwytano w 1814 roku, lecz do tego czasu zdążył wprowadzić do obiegu ok. 65 tys. rubli.

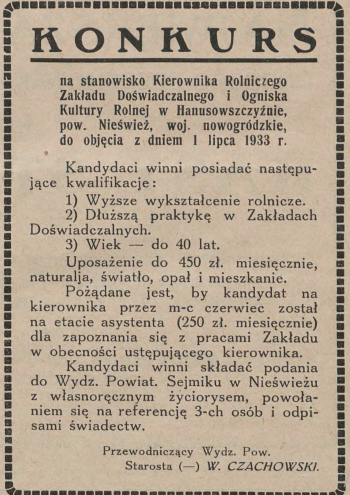
Ogłoszenie z Kuriera Rolniczego ws. poszukiwań kierownika Rolniczego Zakładu Doświadczalnego w Hanusowszczyźnie, 1933 rok.